# Pseudophegopteris subaurita
Pseudophegopteris subaurita är en kärrbräkenväxtart som först beskrevs av Tag., och fick sitt nu gällande namn av Ren-Chang Ching. Pseudophegopteris subaurita ingår i släktet Pseudophegopteris och familjen Thelypteridaceae. Inga underarter finns listade.